# Konstantin Rodko
ne pas confondre avec Mark Rothko, autre peintre letton.
Konstantin Rodko, né le 24 août 1908 et mort le 30 septembre 1995, est un peintre letton qui était établi aux États-Unis.

## Biographie
Les parents de Rodko sont biélorusse et estonien. Il épouse sa première femme en Lettonie et le couple a quatre enfants. Pendant la Seconde Guerre mondiale, ils vivent en Allemagne jusqu'à ce qu'ils soient en mesure de quitter Bremerhaven le 19 août 1950 sur le USS General Harry Taylor et arrivent à New York quatre jours plus tard. C'est en Amérique que ses talents de peintre se dévoilent. Rodko vit à Brooklyn avec ses enfants. Il divorce de sa première femme puis se remarie avec Kate Dennisonn, tailleuse et aussi peintre.
Ils déménagent à Sea Cliff, sur l'île de Long Island, à proximité de Glen Cove. Il habite au deuxième étage, au-dessus d'une école russe. Sa deuxième femme peint de nombreuses miniatures et lui-même réalise à cette époque ses meilleures œuvres. Il donne en cadeau à ses quatre enfants nombre de peintures. Il joue de plusieurs instruments et apprécie la musique tzigane russe ainsi que la folk, il peint des scènes russes et parle russe, ce qui entraîne que beaucoup pensent qu'il est Russe. À la fin des années 1980, Rodko déménage à Brentwood (Long Island). Sa femme meurt d'un accident vasculaire cérébral en 1984.
Rodko retourne à Glen Cove où il rencontre sa troisième épouse dans la maison qu'elle possédait et où il installe son dernier atelier dans un petit sous-sol. Il tombe malade puis a un accident vasculaire cérébral qui entraîne sa mort en 1995.
Les peintures qu'il a laissées dans la maison sont vendues au lieu d'être données à ses enfants.